# 韩沙再努丁
拿督斯里韩沙再努丁（1957年3月12日—），马来西亚政治人物，为土著團結黨署理主席，现任马来西亚国会反对党领袖兼霹雳州拉律区国会议员。2008年马来西亚第十二届大选，他继续连任拉律议席至今。前土著團結黨总秘书，曾经担任马来西亚内政部长（2020年至2022年）。韩沙再努丁为前巫统党员，他在国阵执政时间曾经担任国内贸易、合作社及消费部部长（2015年至2018年）、外交部副部长（2013年至2015年）、种植与原产业部第一副部长（2009年至2013年）等职位。

## 政治生涯

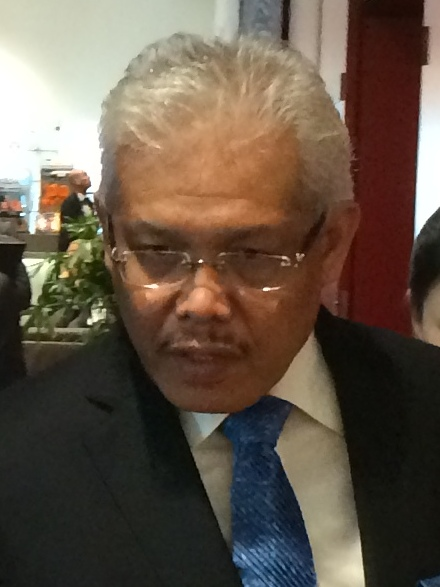
韩沙再努丁

2018年马来西亚大选后，他在2019年退出巫统，之后加入马哈迪·莫哈末领导的希望联盟土著团结党。2020年2月，希盟发生喜来登政變，导致政权垮台，他被马哈迪批评是发起政变的主要推手之一。他在政变中加入慕尤丁领导的国民联盟，于2020年3月至2021年8月受委为马来西亚内政部长，兼任警察服务委员会主席。2021年8月，巫统发起的倒阁行动成功推翻了国盟政权，韩沙再努丁在政治协商后加入依斯迈沙比里领导的内阁，继续担任内政部长一职。
2020年3月1日，慕尤丁获得国家元首苏丹阿都拉委任首相职位后，带领国民联盟入主布城，韩沙再努丁于3月10日受委为马来西亚内政部长。土团党随后分裂成两派，分别支持慕尤丁派系和马哈迪·莫哈末派系。韩沙再努丁加入慕尤丁阵营。3月26日，韩沙再努丁获得时任首相慕尤丁钦点接替在3月18日遭土团党勒职的拿督玛祖基土团党总秘书职位，引发马哈迪派系的非议。
2021年1月12日，内政部部长办公室发文告指出，韩沙再努丁在1月11日进行新冠病毒检测后，证实确诊2019冠狀病毒病。
2024年至2027年土团党选举中，土团党主席慕尤丁在7月为结合党选过程提出让土团党3个重要职位的过渡妥协的计划。根据党主席慕尤丁的计划，土团党最高领导委员会（MPT）授权他与该党领导层协商，以确保10月的选举不会导致政党分裂。在这计划下，原署理主席阿末法依扎·阿祖穆将让位给自2020年以来担任土团党总秘书的韩沙再努丁。韩沙再努丁之后在9月21日向土团党总部寄出提名表格，确认竟选署理主席职。在土团党內部协商下，韩沙再努丁在这次党选举中以无对手获胜。

## 争议事件

### 土著团结党总秘书职位
韩沙再努丁在3月26日担任土著团结党总秘书职位上引起党程序上的争议，而土团党因2020年马来西亚政治危机分裂成两派阵营。5月29日，马哈迪·莫哈末以3月26日时他还是土著团结党总裁身份，慕尤丁未经过与马哈迪商讨就委任韩沙再努丁担任总秘书职位属于不合法。并以土团党党章指出，从巫统加入土团党的人必须经历一段程序，包括普通党员不能执掌任何党职。但因为韓沙获得身为首相和土团党总裁的慕尤丁的支持，并未受到任何追究。

### 政治干预警队调度
2021年4月30日，马来西亚皇家警察总警长阿都哈密·巴多尔因委任合约到期即将卸任之际，在武吉阿曼警察总部召开最后一场记者会，承认自希盟联盟政权垮台后，他与内政部长韩沙再努丁理念与风格不和，并抨击韩沙再努丁企图以政治因素干預警队内部调度。阿都哈密指出，他在同年3月签署了调职令，宣布68名警队高官被调职，但在最后关头被韩沙再努丁阻止。他批评，韩沙再努丁被赋予的部长职责只是负责制定政策，以决定警队的方向，以及协助处理警队内部问题，而不是干涉警队内部的人事调动和任命。阿都哈密也坦言，他曾2次与首相慕尤丁会面，也与政府首席秘书讨论此事，但韩沙再努丁仍要干预警队，将政治元素带到警队内。阿都哈密也爆料，指韩沙再努丁担任内政部长后，只召开过4次由他作为主席的警察服务委员会会议，且每次开会都喝足两小时的咖啡，会议就像是一场咖啡会议，没有结果。并指对方在第一次召开警察服务委员会会议时，就已经想要插手警务。阿都哈密认为，警察服务委员会主席一职不应该由部长等政治人物担任，而是应该交给前法官或者法官等法律界人士。 他也强调廉正的重要性，鄙视一些政治人物只醉心于權力争斗，在各政党之间跳槽明显是存在贪污。
阿都哈密召開記者會三个星期前，网络上流传一段疑似韩沙再努丁有意提拔一名人士担任警队要职，企图插手警队人士调度的录音，引起哗然。韩沙再努丁在接受记者访问时否认曾插手警队的管理事务，但也表示如果有人这么认为，他愿意道歉。他稱警队内部的人事调动均由警察服务委员会集體决定，而非身爲委员会主席的他之個人決斷。在总警长阿都哈密召开记者会当日，韩沙再努丁也公开承认，证实网络流传的录音是真的。他解释录音只是要求总警长阿都哈密将升职名单提交给国家元首，不涉及犯法，并要求警方无需再调查录音的真实性，而是找出散布录音的人士。

## 选举成绩
| 年份 | 选区           | 候选人 | 候选人                   | 得票数 | 得票率 | 竞选对手                         | 竞选对手                   | 得票数 | 得票率 | 总票数 | 多数票 | 投票率 |
| ---- | -------------- | ------ | ------------------------ | ------ | ------ | -------------------------------- | -------------------------- | ------ | ------ | ------ | ------ | ------ |
| 2008 | 霹靂 P056 拉律 |        | 韩沙再努丁（巫统）       | 15,878 | 53.20% |                                  | 莫哈末达里（回教党）       | 13,967 | 46.80% | 30,589 | 1,911  | 77.06% |
| 2013 | 霹靂 P056 拉律 |        | 韩沙再努丁（巫统）       | 22,184 | 56.38% |                                  | 弗西沙阿里（伊斯兰党）     | 16,888 | 42.92% | 40,100 | 5,296  | 86.09% |
| 2013 | 霹靂 P056 拉律 |        | 韩沙再努丁（巫统）       | 22,184 | 56.38% | 拉威德南（独立人士）             | 278                        | 0.70%  |        | 40,100 | 5,296  | 86.09% |
| 2018 | 霹靂 P056 拉律 |        | 韩沙再努丁（巫统）       | 18,184 | 45.90% |                                  | 阿布胡先莫哈末（伊斯兰党） | 13,698 | 34.57% | 40,470 | 4,486  | 81.84% |
| 2018 | 霹靂 P056 拉律 |        | 韩沙再努丁（巫统）       | 18,184 | 45.90% | 凯里尔安努亚（土著团结党）       | 7,738                      | 19.53% |        | 40,470 | 4,486  | 81.84% |
| 2022 | 霹靂 P056 拉律 |        | 韩沙再努丁（土著团结党） | 28,350 | 54.65% |                                  | 沙费兹法迪里玛目（巫统）   | 16,752 | 32.29% | 51,875 | 11,598 | 78.93% |
| 2022 | 霹靂 P056 拉律 |        | 韩沙再努丁（土著团结党） | 28,350 | 54.65% | 祖卡乃因阿比丁（国家诚信党）     | 6,207                      | 11.97% |        | 51,875 | 11,598 | 78.93% |
| 2022 | 霹靂 P056 拉律 |        | 韩沙再努丁（土著团结党） | 28,350 | 54.65% | 奥再益法兹兰沙希迪（伊斯兰阵线） | 566                        | 1.09%  |        | 51,875 | 11,598 | 78.93% |

## 个人荣誉

### 勋章
- 马来西亚
  -  联邦护国丞官勋章（KMN）（2000年）[18][19]
- 森美蘭
  -  端姑惹化效忠拿督勋章（DPJT）- 拿督（1997年）[18]
- 霹靂
  -  霹雳王冠拿督勋章（DPMP）- 拿督（2002年）
  -  霹雳王冠斯里勋章（SPMP）- 拿督斯里（2015年）[18]
- 沙巴
  -  神山领袖勋章（SPDK）- 拿督斯里邦里玛（2020年）[20][21]
- 彭亨
  -  苏丹阿末沙效忠斯里勋章（SSAP）- 拿督斯里（2021年）[22]